# 루이스 페르난두 다 시우바
루이스 페르난두 다 시우바(포르투갈어: Luiz Fernando da Silva, 1997년 4월 21일~)는 브라질의 축구 선수이다.

## 참고 문헌
- “강릉시민축구단 선수단”. 강릉시민축구단.